# Кунцевич, Лев Захарьевич
Лев Захарьевич Кунцевич (18 февраля 1877, Грайворон, Курская губерния — 6 октября 1918, Чёрный Яр, Астраханская губерния) — миссионер, член Поместного Собора Православной Российской Церкви 1917 года. Прославлен в лике святых.

## Биография
Родился в дворянской семье.
Окончил Киево-Печерскую гимназию (1898), юридический факультет Киевского университета (1902) и Санкт-Петербургскую духовную академию со степенью кандидата богословия (1907).
Член Петербургского отдела «Союза русского народа», делегат III Всероссийского съезда русских людей (1906).
Последовательно донской (1907), харьковский (1910), воронежский (1912), саратовский (1916) епархиальный противосектантский миссионер-проповедник.
Редактор-издатель журналов «Ревнитель» (1911–1916) и «Проповедник» (1914).
Товарищ председателя совета Воронежского общества трезвости, организатор в городе Павловск отделения миссионерского Братства святителя Иоасафа Белгородского (1913), член Братства Святого Креста, псаломщик в Покровском единоверческом храме Саратова (1916). Изгнан из епархии как «монархист и черносотенец» (1917).
Женат вторым браком на Любови Леонидовне Тарановской.
В1917—1918 годах член Поместного Собора Православной Российской Церкви по избранию как мирянин от Донской епархии, участвовал в 1–2-й сессиях, член II, V, VI, VIII, IX, X, XX отделов.
С ноября 1917 года астраханский епархиальный миссионер, член Всероссийского православного братства ревнителей святынь Московского Кремля, его лектор в Москве, Рязани и других городах.
В апреле 1918 года прибыл в Астрахань, в июле арестован в городе Чёрный Яр за чтение на церковной паперти послания Патриарха Тихона, в котором предавались анафеме гонители православной веры. Расстрелян на центральной площади города.
В 1981 году прославлен в лике святых Русской Православной Церковью Заграницей.

## Сочинения
- Экскурсия на Кавказ и в Крым окончивших курс Киево-Печерской гимназии в 1898 году. К., 1900.
- [Рец. на кн.] Д. И. Боголюбов. При свете евангельской правды // Известия по Санкт-Петербургской епархии. 1905. № 24.
- Изложение и разбор учения социализма. СПб., 1906.
- Обличение иконоборцев о храме. Новочеркасск, 1909.
- Невежество и хула на духа святого, когда иконы считают и называют идолами. Ростов н/Д., 1909.
- В чем ложь баптизма? Харьков, 1910 (2-е изд.).
- Объяснение: Еф. 2, 8; Рим. 3, 28; 4, 1–6 и др., приводимых баптистами в защиту своего ложного учения об оправдании // Миссионерский сборник. 1910. № 6/7.
- [85 статей] // Ревнитель. 1911–1916.
- Изложение и разбор вероучения баптистов. Харьков, 1911.
- К сведению о пастырско-миссионерских собраниях в Харьковской епархии. Харьков, 1911.
- Вопросы и ответы об иконах. Харьков, 1911.
- Пособие при беседах с баптистами, молоканами и др. сектантскими рационалистами. Ахтырка, 1911.
- Переписка между архиепископом Антонием и сектантами. Разбор ответа сектантов. Харьков, 1912.
- Письмо в редакцию // Воронежские епархиальные ведомости. 1912. № 42.
- «Лакомые куски» баптистов (Разбор учения о «спасении даром»). Воронеж, 1913 (2-е изд.).
- Дословная перепечатка и краткий разбор вероучения баптистов. Воронеж, 1913.
- О войне с точки зрения Свящ. Писания Ветхого и Нового Завета // Проповедник. 1914. № 3.
- Вынужденная отповедь // Миссионерское обозрение. 1914. № 10.
- Новости науки сектоведения // Воронежские епархиальные ведомости. 1914. № 50.
- Опыт руководства в беседах с баптистами. Воронеж, 1915.
- Открытое письмо Антонию Булатовичу; Миссионерский крестный ход с чудотворной Сицилийской иконой Божьей Матери (Из Воронежа) // Миссионерский сборник. 1916. № 3/4, 6/7.
- С благословения высокопреосвященнейшего Тихона, архиепископа Воронежского и Задонского // Воронежские епархиальные ведомости. 1916. № 13.
- Письмо сотрудникам-прповедникам // Саратовские епархиальные ведомости. 1916. № 33.
- Миссионерские курсы для монахинь Саратовской епархии; Заявление // Саратовские епархиальные ведомости. 1917. № 6, 9. С. 319.
- Речи // Донская христианская мысль. 1917. № 8. С. 121–122.
- Переписка с отшельником Иларионом, автором книги «На горах Кавказа» // Начала, 1995. М., 1996. № 1/4.